# Opsimathie

## Usage du mot à son origine
Le terme, dans l'antiquité grecque, était appliqué à ceux qui montrent de l'ardeur à apprendre, même si leur vieillesse leur ôte vigueur, force ou vivacité, et va au-delà de l'étude et de l'intellect.

## Usage contemporain du mot
L’opsimathie est un terme didactique désignant l'envie d'apprendre sur le tard, dans la vieillesse.